# Duello a Bitter Ridge
Duello a Bitter Ridge (The Man from Bitter Ridge) è un film del 1955 diretto da Jack Arnold.
È un film western statunitense con Lex Barker, Mara Corday e Stephen McNally. È basato sul romanzo del 1952  Justice Comes to Tomahawk di William MacLeod Raine.

## Trama
La diligenza della compagnia R&H diretta a Tomahawk viene regolarmente presa di mira da bande armate. Durante l’ennesimo assalto, l’attacco si conclude tragicamente con l’uccisione di uno dei due conducenti. Uno dei fuorilegge, rimasto indietro per il cedimento del suo cavallo, si imbatte in Jeff Carr, un solitario viaggiatore a cavallo. Lo minaccia con un revolver e gli ruba l’animale per proseguire la fuga. Poco dopo, Jeff viene arrestato dagli agenti locali che lo scambiano per uno dei rapinatori. Giunto a Tomahawk, Jeff riesce a dimostrare la propria innocenza: è infatti il nipote del proprietario della compagnia di diligenze ed è stato inviato per indagare sui recenti assalti. Presto scopre che la città è attraversata da forti tensioni politiche e sociali, in particolare tra i residenti e una comunità di allevatori di pecore insediata fuori città. A complicare il clima, si avvicina l’elezione per il nuovo sceriffo, alla quale si candida Ranse Jackman, esponente di una potente famiglia locale. Durante un’imboscata, Jeff è salvato da Holly Kenton, una coraggiosa allevatrice. L’intervento scatena nuove tensioni, culminate in un acceso confronto tra Alec Black, leader degli allevatori, e Ranse. Le indagini di Jeff portano a sospettare che Shep Bascom, dipendente dei Jackman, sia coinvolto negli attacchi, e che Norman Roberts, dirigente dell’ufficio postale, stia passando informazioni riservate ai criminali. Con l’aiuto riluttante di Alec, Jeff si reca all'abitazione di Bascom, dove trova il proprio cavallo rubato. Quando cercano di convincere Bascom a testimoniare, vengono attaccati da Linc Jackman e Wolf Landers. Nello scontro, Linc muore e Bascom resta ferito. I due lo portano al sicuro presso la comunità degli allevatori, ma Clem Jackman guida un brutale assalto alla colonia per eliminare testimoni scomodi. Jeff e i suoi alleati riescono a respingere l’attacco. Decidono quindi di scortare Bascom in città affinché possa testimoniare contro Ranse ma il piano si rivela più difficile del previsto.

## Produzione
Il film, diretto da Jack Arnold su una sceneggiatura di Lawrence Roman e Teddi Sherman e un soggetto di William MacLeod Raine (autore del romanzo), fu prodotto da Howard Pine per la Universal International Pictures e girato nella Conejo Valley a Thousand Oaks e nello Skeleton Canyon, in California, dal 15 settembre all'inizio di ottobre 1954. Il titolo di lavorazione fu  Justice Comes to Tomahawk.

## Distribuzione
Il film fu distribuito con il titolo The Man from Bitter Ridge negli Stati Uniti nel giugno del 1955 (première a Los Angeles il 22 giugno) al cinema dalla Universal Pictures.
Altre distribuzioni:
- in Svezia il 24 ottobre 1955 (Med osäkrad revolver)
- in Belgio il 16 dicembre 1955 (De meesters der vallei e Les maîtres de la vallée)
- in Germania Ovest il 30 dicembre 1955 (Duell mit dem Teufel)
- in Austria nel gennaio del 1956 (Duell mit dem Teufel)
- in Francia il 3 agosto 1956 (Tornade sur la ville)
- in Finlandia il 17 maggio 1957 (Postivaunujen ryöstäjät)
- in Portogallo il 20 maggio 1957 (O Homem da Colina)
- in Danimarca il 27 gennaio 1958 (Cowboy i galgen)
- in Brasile (A Caravana da Morte)
- in Spagna (El hombre de Bitter Ridge)
- in Grecia (Sti folia ton aeton)
- in Italia (Duello a Bitter Ridge)

## Promozione
Le tagline sono:
- FLAMING DAYS of the Great Mountain Wars!
- The West's Last Lawless Years!
- ...the great mountain wars blaze with all their violence!
- The Roar Of Dynamite! The Thunder Of Stampede!